# Jaime Giménez Arbe
Jaime Giménez Arbe, también apellidado «Jiménez» en la prensa, aunque lo correcto es «Giménez», tal y como aparece en una carta (Madrid, 12 de enero de 1956), es la identidad del atracador de bancos español conocido como «El Solitario».

## Biografía
Se le atribuyen más de treinta atracos a mano armada en entidades bancarias de toda España, así como el asesinato de una pareja de guardias civiles en Castejón (Navarra). En Vall de Uxó (Castellón) un policía murió por una bala perdida de un compañero, durante un tiroteo con El Solitario.
Estuvo en la cárcel en el Reino Unido por tráfico de drogas y tenía ocho juicios pendientes en España por causas menores. Habla cinco idiomas: español, inglés, italiano, francés y portugués.

### Detención
Fue detenido, en el marco de la denominada Operación Gloria, el 23 de julio de 2007 en Figueira da Foz (Portugal) por un importante número de agentes del orden españoles (policías nacionales de la Brigada Provincial de Policía Judicial de Madrid) y portugueses (Polícia Judiciária) cuando presuntamente se disponía a perpetrar un nuevo atraco en esta localidad. Su objetivo era una sucursal de la Caja Agrícola situada en la Avenida Saraiva de Ricardo Carvalho número 118. Cerca del Mercado y también del famoso Casino de Figueira. Es imputado por la muerte de dos guardias civiles, cuando estos procedían a su identificación, asesinándolos a sangre fría con una ráfaga de disparos.
En el momento de su detención iba disfrazado con barba, bigote y peluca falsas, según su costumbre; vestía un chaleco antibalas y portaba tres armas de fuego, dos cortas y una automática. El dispositivo de búsqueda sin precedentes puso fin a más de una década de acciones criminales que le sirvieron para convertirse en uno de los delincuentes más perseguidos en la historia criminal de España. En registros paralelos en su vivienda habitual y una nave industrial se encontró un gran arsenal de armas y municiones, así como material para confeccionar complementos para ocultar su identidad.
Llevado a declarar a Coímbra en primera instancia, exclamó con evidente jactancia en la puerta de los juzgados ante los múltiples curiosos y medios de comunicación presentes: «Hola a todos, soy El Solitario. ¡Salud españoles!».

### Etapa en prisión
El 27 de julio comenzó una huelga de hambre en protesta por su traslado a una prisión de máxima seguridad en Lisboa, la cual depuso dos días después.
Según declaraciones de sus abogados, la portuguesa Elisa Maia y el español José Mariano Trillo-Figueroa, el presunto delincuente afirmaba su condición de atracador, pero niega haber asesinado a las tres víctimas. Asimismo, denunció al exgeneral de la Guardia Civil Enrique Rodríguez Galindo y al expresidente de la Junta de Extremadura, Juan Carlos Rodríguez Ibarra, por la supuesta muerte de un pastor por parte de la Guardia Civil al confundirlo con él. Asimismo, confiesa la autoría de los robos, declarando que «robaba bancos para liberar al pueblo español de los atracos de estos».
En 2009 publicó su autobiografía Me llaman El Solitario. Autobiografía de un expropiador de bancos.

### Juicio
Durante el juicio, celebrado en julio de 2008, Jaime Giménez Arbe se declaró inocente de la muerte de los dos guardias civiles, además de declararse antisistema, anarquista y referirse a sus atracos como a una «expropiación de bancos». Por otro lado, confesó que su actividad delictiva comenzó entrenándose con grupos corsos anticapitalistas, con los que llevó a cabo su primer atraco. Estas declaraciones juradas son similares a las que ya realizó en la carta que dirigió «a la opinión pública» desde la cárcel de Zuera.
Tras el juicio celebrado en la Audiencia Provincial de Navarra hasta el 29 de abril de 2008, Jaime Giménez fue condenado a 47 años de prisión por el asesinato de dos guardias civiles en 2004.

## Lista de atracos
| Día                      | Localidad                | Provincia   | País     | Detalles |
| ------------------------ | ------------------------ | ----------- | -------- | --- |
| 18 de enero de 1993      | Ademuz                   | Valencia    | España   | Acompañado posiblemente por su hermano, utiliza una Citroën C15. Esta entidad bancaria no existe en la actualidad.                                                                                          |
| 2 de mayo de 1994        | Vivero                   | Lugo        | España   | Desvalijó una sucursal del Banco Exterior de España. |
| 27 de marzo de 1996      | Tarazona                 | Zaragoza    | España   | Utiliza una Citroën C15. |
| 10 de mayo de 1996       | Zafra                    | Badajoz     | España   | Tiroteo con la Guardia Civil. Utiliza un Renault 4L. |
| 22 de mayo de 1998       | Mellid                   | La Coruña   | España   | Atraca una sucursal de Caixa Galicia. |
| 4 de julio de 1998       | Teruel                   | Teruel      | España   | Escapa en un todoterreno tras apropiarse de 1 778 000 pesetas de una oficina de la CAI. |
| 4 de septiembre de 1998  | Binéfar                  | Huesca      | España   | Roba 3 997 000 pesetas de una entidad de Ibercaja. |
| 26 de noviembre de 1998  | Jumilla                  | Murcia      | España   | Asalta una oficina de la CAM, consiguiendo un botín de 12,6 millones de pesetas. |
| 5 de marzo de 1999       | La Roda                  | Albacete    | España   | Desvalijó una sucursal de la Caja de Ahorros de Castilla-La Mancha, llevándose casi tres millones de pesetas.                                                                                               |
| 23 de abril de 1999      | Socuéllamos              | Ciudad Real | España   | Asalta una sucursal de la CCM, haciéndose con unos dos millones de pesetas. |
| 10 de junio de 1999      | Calahorra                | La Rioja    | España   | Se lleva 1 197 000 pesetas de una sede de Cajarioja. |
| 14 de julio de 1999      | La Estrada               | Pontevedra  | España   | Roba 1 668 000 pesetas a una entidad de Caixa Pontevedra. |
| 15 de julio de 1999      | Chantada                 | Lugo        | España   | |
| 2 de septiembre de 1999  | Alfaro                   | La Rioja    | España   | Roba más de tres millones de pesetas de la sucursal de Ibercaja en la plaza de España de Alfaro. |
| 14 de octubre de 1999    | Calamocha                | Teruel      | España   | Se apropia de 4,1 millones de pesetas de una entidad de Ibercaja. Escapa en una Suzuki CBR 600. |
| 15 de octubre de 1999    | Cariñena                 | Zaragoza    | España   | |
| 23 de diciembre de 1999  | Mula                     | Murcia      | España   | Se despide del banco diciendo «Feliz Navidad» a los allí presentes. |
| 10 de mayo de 2000       | Vall de Uxó              | Castellón   | España   | Atraca una sucursal de la Caja Rural de San Isidro, consiguiendo 3,3 millones de pesetas. Se produjo un espectacular tiroteo con la policía local, falleciendo uno de ellos por el disparo de un compañero. |
| 22 de diciembre de 2000  | Gallur                   | Zaragoza    | España   | |
| 14 de junio de 2001      | Pina de Ebro             | Zaragoza    | España   | |
| 18 de agosto de 2001     | Cee                      | La Coruña   | España   | |
| 9 de octubre de 2001     | Zuera                    | Zaragoza    | España   | |
| 23 de enero de 2002      | Calasparra               | Murcia      | España   | Consigue su mayor botín, más de 100 000 euros, por lo que deja de atracar durante más de un año. |
| 26 de marzo de 2003      | Pozoblanco               | Córdoba     | España   | Atraca una entidad de CajaSur y se hace con unos 30 000 euros. Huye en un Suzuki Vitara. |
| 20 de agosto de 2003     | Villalba                 | Lugo        | España   | |
| 19 de septiembre de 2003 | Torrijos                 | Toledo      | España   | Atraca una sucursal de la CCM en la plaza de España de la localidad toledana. |
| 9 de junio de 2004       | Castejón                 | Navarra     | España   | Mata, a tiros de metralleta, a dos guardias civiles después de un atraco fallido en La Rioja. |
| 20 de abril de 2006      | Sarria                   | Lugo        | España   | Dispara en la pierna a un empleado y huye con 835 euros. |
| 10 de mayo de 2006       | Alcobendas               | Madrid      | España   | En el barrio de La Moraleja. Huye en una Renault Kangoo. |
| 12 de mayo de 2006       | Tres Cantos              | Madrid      | España   | |
| 10 de octubre de 2006    | La Alcudia               | Valencia    | España   | El atracador asaltó la sucursal del Banco Popular de la calle Antoni Almela de la población valenciana, llevándose entre 5000 y 6000 euros.                                                                 |
| 11 de noviembre de 2006  | Ávila                    | Ávila       | España   | Atraca la sucursal 8 de la Caja de Ávila entre las calles Virgen de las Angustias y Padre Victoriano. |
| 14 de diciembre de 2006  | San Agustín del Guadalix | Madrid      | España   | Consigue un botín de unos 10 000 euros. Esta entidad bancaria ya había sido atracada una decena de veces anteriormente.                                                                                     |
| 7 de febrero de 2007     | Madrid                   | Madrid      | España   | En el barrio de Canillas, a 200 metros de la Comisaría General de Policía Judicial. |
| 18 de mayo de 2007       | Toro                     | Zamora      | España   | Dispara en la pierna a un empleado, huyendo con un botín de unos 6000 euros. |
| 23 de julio de 2007      | Figueira da Foz          | Coímbra     | Portugal | Jaime Giménez, el Solitario, es detenido cuando se preparaba para perpetrar un atraco en Figueira da Foz (Portugal).                                                                                        |

## Obras
- Me llaman El Solitario. Autobiografía de un expropiador de bancos. 2009. Txalaparta Argitaletxea. Tafalla. ISBN 978-84-8136-564-1